# Intuicja
Intuicja (z łac. intuitio – wejrzenie) – sądy oraz przekonania pojawiające się bezpośrednio, niebędące świadomym operowaniem przesłankami, rozumowanie bez uświadamiania procesu dochodzenia do rozwiązania problemu. Objawia się w postaci nagłego przebłysku myślowego, w którym dostrzega się myśl, obraz, rozwiązanie problemu lub odpowiedź na nurtujące pytanie. 
Intuicja mylona jest z przeczuciem o podłożu emocjonalnym. Natura intuicji wynika z tego, że jest ona procesem podświadomym, którego nie można kontrolować, można jedynie dopuszczać lub odrzucać podawane rozwiązania. Intuicja służy kreatywności i działa na różnych poziomach (ang. basic, proimitive i sofisticated).
Intuicję, jaka jest bardziej pojęciem potocznym i beletrystycznym aniżeli naukowym, wiąże się czasem z wyróżnianym we współczesnej psychologii kognitywistycznej rozumowaniem intuicyjnym, zwanym też "doświadczeniowym" lub skojarzeniowym, nad którym prowadzone są w ostatnich czasach liczne badania empiryczne, w tym i pod względem korzystania z tzw. informacji nielokalnych.

## Podziały intuicji
- Poziomy intuicji:
  - fizyczny
  - emocjonalny
  - intelektualny

- Typy funkcjonalne:
  - intuicja odkrywcza (myślenie logiczne przerywane intuicją)
  - intuicja twórcza (generatywna)
  - intuicja wartościująca (podświadome ostrzeżenia dotyczące wyborów – podobne do emocjonalnych przeczuć, lęków i często z nimi mylone)
  - intuicja operacyjna
  - intuicja przewidywawcza

## Pochodzenie nazwy
Rdzeń wyrazu "intuicja" pochodzi od łacińskiego słowa intueri, co oznacza przyglądać się, obserwować. Dzisiejsze znaczenie wywodzi się ze średniowiecznego łacińskiego słowa intuitio, co oznacza podszept, przeczucie. Słowniki pod hasłem "intuicja" podają również przeczucie, zdolność przewidywania lub twórcza wyobraźnia.